# Ralph Ogden
Ralph Ogden (San Jose, 25 gennaio 1948) è un ex cestista e allenatore di pallacanestro statunitense, professionista nella NBA e in Germania.
È il fratello di Bud Ogden.

## Carriera
Venne selezionato dai San Francisco Warriors al quarto giro del Draft NBA 1970 (53ª scelta assoluta).